# Erylus cornutus
Erylus cornutus är en svampdjursart som beskrevs av Wilson 1925. Erylus cornutus ingår i släktet Erylus och familjen Geodiidae.
Artens utbredningsområde är havet kring Filippinerna. Inga underarter finns listade i Catalogue of Life.